# In Color (album, Red Five Point Star)
In Color (angleško: v barvah) je debitantski glasbeni album slovenske ska zasedbe Red Five Point Star, ki je izšel leta 2005 pri študentski založbi Kapa Records.
Album je bil posnet pod vodstvom producenta Roka Podbevška v Studiu Metelkova med letoma 2004 in 2005; snemanje se je zavleklo zaradi poškodb dveh članov skupine, tik pred njim pa je Red Five Point Star zapustil tudi takratni pozavnist, ki ga je zamenjal Wolf Hagen Hauyer. Kot gostje so sodelovali še Tim Kostrevc (Srečna mladina), Miha Jerovec (Zaklonišče prepeva), Saša Hrovatin (Golliwog), Matej Kosmačin in Tomaž Medvar (Low Value), DJ Dado ter Matej Grahek.
Za album je značilno mešanje glasbenih slogov, skupina je na ska podlago v skladbah vključila elemente številnih drugih zvrsti, kot so rockabilly, punk, swing in jazz, kar so sami poimenovali »dirty ska« (umazani ska).

## Seznam pesmi
Avtor vseh besedil je Uroš Grahek, razen pri skladbi »Storm«, ki je instrumentalna.
| Št.             | Naslov                  | Dolžina |
| --------------- | ----------------------- | ------- |
| 1.              | „Skank Down‟            | 2:28    |
| 2.              | „Moj živleje‟           | 2:57    |
| 3.              | „Far Away‟              | 3:54    |
| 4.              | „Muchachos‟             | 3:37    |
| 5.              | „I'll Grow Old‟         | 3:33    |
| 6.              | „Underground‟           | 3:07    |
| 7.              | „Petk zvečer‟           | 4:01    |
| 8.              | „Mad Song‟              | 3:31    |
| 9.              | „Storm‟                 | 2:37    |
| 10.             | „Changing Plans‟        | 3:37    |
| 11.             | „Eliminate the Junkies‟ | 4:29    |
| 12.             | „Why Don't You...‟      | 3:57    |
| 13.             | „What Did I Do Wrong‟   | 2:36    |
| 14.             | „Up on the Roof‟        | 3:57    |
| Skupna dolžina: | Skupna dolžina:         | 45:40   |

## Zasedba

### Red Five Point Star
- Uroš Grahek - vokal, kitara
- Jernej Grahek - bas
- Sony Čevdek - trobenta, vokal
- Marko Salmič - bobni
- Janez Vratanar - klaviature, harmonika
- Gal Kukovič - trobenta

### Ostali
- Matej Grahek - flavta na 4, 11
- Tim Kostrevc - saksofon na 14
- DJ Dado - efekti na 3
- Blaž Živko - trombon na 12
- Miha Jerovec - spremljevalni vokal na 7, 10
- Matej Kosmačin, Tomaž Medvar, Rok Podbevšek - spremljevalni vokal na 5
- Saša Hrovatin - spremljevalni vokal na 10